# ウィリアム・タネン (映画監督)
ウィリアム・タネン（William Tannen、1942年8月31日 - ）は、アメリカ合衆国の映画監督。

## 作品
- ナイト・オブ・テラー
- チャック・ノリス in 地獄の銃弾
- ジャック・ザ・リッパー
- デッド・チェイサー／炎の大捜査網
- デスロック／戦略ガス兵器を追え!
- ザ・ファントム／地獄のヒーロー4
- ビリー・ディー・ウィリアムス／殺しのイリュージョン
- フラッシュポイント